# Yafsoanita
La yafsoanita és un mineral de la classe dels òxids, que pertany al grup estructural del granat. Rep el seu nom del rus YAFSOAN, un acrònim per la Yakut Filial, Siberian Branch, Academy of Science de Sakhà, Rússia.

## Característiques
La yafsoanita és un òxid de fórmula química Ca₃Zn₃(TeO₆)₂ que va ser aprovat per l'Associació Mineralògica Internacional l'any 1981. Cristal·litza en el sistema isomètric formant cristalls cubooctaedrals o dodecaedrals, de 0,5 mil·límetres aproximadament. També se'n troba formant agregats esfèrics o radials. La seva duresa a l'escala de Mohs és 5,5.
Segons la classificació de Nickel-Strunz, la yafsoanita pertany a «04.CC: Òxids amb relació Metall:Oxigen = 2:3, 3:5, i similars, amb cations de mida mitjana i gran» juntament amb els següents minerals: cromobismita, freudenbergita, grossita, clormayenita, latrappita, lueshita, natroniobita, perovskita, barioperovskita, lakargiïta, megawita, loparita-(Ce), macedonita, tausonita, isolueshita, crichtonita, davidita-(Ce), davidita-(La), davidita-(Y), landauita, lindsleyita, loveringita, mathiasita, senaita, dessauita-(Y), cleusonita, gramaccioliïta-(Y), diaoyudaoita, hawthorneita, hibonita, lindqvistita, magnetoplumbita, plumboferrita, yimengita, haggertyita, nežilovita, batiferrita, barioferrita, jeppeita, zenzenita i mengxianminita.

## Formació i jaciments
És un mineral molt rar en dipòsits d'or i quars que contenen tel·luri en dolomita-calcita. Sol trobar-se associada a altres minerals com: or, tiemannita, naumannita, clausthalita, altaïta, cinabri, orpiment, kuranakhita, dugganita rica en silici, cheremnykhita, kuksita, descloizita, calcita, quars i òxids de ferro. Va ser descoberta l'any 1981 al dipòsit d'or de Kuranakh, a Aldan (Sakhà, Districte Federal de l'Extrem Orient, Rússia). També se n'ha trobat a Moctezuma (Sonora, Mèxic), i a dues localitats dels Estats Units: Tombstone (Arizona) i Baker (Califòrnia).